# Elmar Schenkel
Elmar Schenkel (* 28. August 1953 in Hovestadt bei Soest/Westfalen) ist ein in Leipzig lebender Anglist, Schriftsteller und Übersetzer. 

## Leben
Aufgewachsen ist Schenkel in Oestinghausen. Nach einem Studium der Kunstgeschichte, Sinologie und Philosophie in Marburg
und einem Studium der Anglistik, Romanistik, Germanistik und Japanologie in Freiburg im Breisgau promovierte er 1983 über John Cowper Powys und habilitierte sich 1992.
Er hat Arbeiten zu John Cowper Powys, Hugo Kükelhaus, H. G. Wells, zur modernen Lyrik, Reiseliteratur, Phantastik und zum Verhältnis von Literatur und Naturwissenschaften veröffentlicht und britische Lyrik übersetzt.
Als Schriftsteller ist er vor allem durch seine literarisch-essayistischen Schriften und Reiseberichte bekannt. 1991 erhielt er den Hermann-Hesse-Förderpreis. Er war Herausgeber der Zeitschriften Nachtcafé (1980–86), Flugasche (1986–93) und Chelsea Hotel (1991–98).
Von 1993 bis zu seiner Emeritierung im April 2019 war er Professor für britische Literatur an der Universität Leipzig und schreibt seit 2008 beim Kulturdialog-Magazin Liaisons. Seit 2019 ist er Vorsitzender des Arbeitskreises für Vergleichende Mythologie.
Neben seinen Tätigkeiten im literarischen Bereich ist er auch künstlerisch tätig und hat seine meist auf Reisen empfangenen Eindrücke auf Acrylgemälden festgehalten.

## Veröffentlichungen
- Die andere Reise, 1981
- Mauerrisse, 1985
- in japan, Reisetagebuch, 1985
- Blaenau Ffestiniog, 1987
- Massachusetts-Reisetagebuch, 1991
- Der aufgefangene Fall, 1993
- Blauverschiebung, 1993
- Leipziger Passagen, 1996
- Der westfälische Bogenschütze, Roman, 1993
- Ein Lächeln und zwei Fragezeichen. Reisetagebuch durch Indien, 2000
- H.G. Wells: Der Prophet im Labyrinth. Eine essayistische Erkundung, 2004
- Das sibirische Pendel. Reisen in Russland, 2005
- Die elektrische Himmelsleiter. Exzentriker in den Wissenschaften, 2005
- Fahrt ins Geheimnis – Joseph Conrad, 2007
- Cyclomanie. Fahrrad und Literatur, Edition Isele, Eggingen 2008.
- Leise Drehung. Roman, 2009, ISBN 978-3-75281-220-6.
- Die Madonna des Zufalls und weitere Essays. Mit Zeichnungen des Autors., 2010
- Reisen in die ferne Nähe. Unterwegs in Mitteldeutschland. Connewitzer Verlagsbuchhandlung, Leipzig 2013, ISBN 978-3-937799-62-9.
- Die Stille und der Wolf. Essays. Persona, Mannheim 2014, ISBN 978-3-924652-40-1.
- Keplers Dämon – Begegnungen zwischen Literatur, Traum und Wissenschaft. E-Book, Fischer, Frankfurt am Main 2016, ISBN 978-3-10-403785-1[1]
- Mein Jahr hinter den Wäldern: Aufzeichnungen eines Dorfschreibers aus Siebenbürgen. Connewitzer Verlagsbuchhandlung, Leipzig 2016, ISBN 978-3-937799-75-9.[2]
- Unterwegs nach Xanadu. Begegnungen zwischen Ost und West. S. Fischer, Frankfurt am Main 2021, ISBN 978-3-10-397378-5.
- Ostwind, Westwind. Hamouda, Leipzig 2023, ISBN 978-3-95817-061-2.
- Die Freiheit des Ganges. Notizen zu Schillers Ästhetischen Briefen. AQUINarte, Kassel 2025, ISBN 978-3-933332-29-5.

über Elmar Schenkel
- Thomas Mayer: Schenkels Geschichten – Ein Treff mit dem umtriebigen Leipziger Literaturprofessor. Porträt auf Seite 23 in: Leipziger Volkszeitung, 27. Januar 2016

## Auszeichnungen und Ehrungen
- 1980 Georg-Mackensen-Literaturpreis
- 1985 Literaturpreis der Jürgen Ponto-Stiftung
- 1991 Hermann-Hesse-Preis (Förderpreis) für Massachusetts-Reisetagebuch
- 2011 Dorfschreiberpreis von Katzendorf in Siebenbürgen für sein waches Weitergeben des geschriebenen Wortes – Elmar Schenkel war dort für einige Zeit Dorfschreiber[3]